# Стрема
Стрема (на гръцки: στρέμμα) е гръцка мерна единица за площ, използвана при търговия с поземлени имоти. Една стрема е равна на 1000 m², т.е. на 1 декар или на 0,1 хектара.

## Съотношения
Една стрема е равна на:

- парцел с размер 32 m дължина и 31,25 m ширина

- правоъгълник с размер 100 на 10 m

- квадрат със страна 31,6227766 m

- 1 декар

- 0,1 хектара

- 0,001 квадратни километра

## История
Древногръцкият еквивалент е квадратният плетрон. Първоначално е определен като площта, преорана от екип от волове за един ден, но обикновено стандартизирана като площ, оградена от квадрат със страна 100 гръцки фута (на старогръцки: ποῦς, поус, „стъпка“)). Тази площ е използвана и като размер на площадката за гръцка борба. Използвана е и като византийска стрема, като рзмерът ѝ варира в зависимост от периода и качеството на земята, между 900 и 1900 m². Мярката първоначално е известна също като „плетрон“, но в крайна сметка името е заменено от „стрема“, произлизащо от глагола за „обръщане“ на земята с простия византийски плуг. Използването ѝ продължава и в Османската империя, като тогава се е използвала като единица за площ под името дьонюм (dönüm), като тя е съставлявала 900, 918, 919, 939,8, 1250, 1600 или 2500 m², но която днес е равна на 1000 m², както и стремата.